# 피부염
피부염(皮膚炎, 영어: Dermatitis)은 피부에 일어나는 염증이다. (예: 발진)

## 용어
피부염의 영어 낱말 dermatitis는 그리스어 낱말에서 비롯된 것으로, 피부를 뜻하는 derma와 염증을 뜻하는 -itis가 결합한 것이다.

## 예방
임신 중에 어머니의 식이요법이나 모유 수유가 이러한 위험을 바꿀 수 있다는 명확한 증거는 존재하지 않는다. 유아의 활성균이 비율을 감소시킬 수 있다는 잠정적인 증거는 있으나, 사용을 권장할만큼 충분하지는 않다.

## 같이 보기
- 지루성 피부염